# 乌普兰斯布罗市镇
59°29′N 17°45′E / 59.483°N 17.750°E
乌普兰斯布罗市镇（瑞典語：Upplands-Bro kommun）是瑞典中东部斯德哥尔摩省的一个市镇。其治所位于孔森恩城。世界聞名的高爾夫球后安妮卡·索倫斯坦於1970年誕生於此。
乌普兰斯布罗市镇成立于1952年，由乌普萨拉省的5个乡村市镇合并而来。1971年，该市镇被改划到斯德哥尔摩省的行政区划中。